# Eric Morecambe
Eric Morecambe (14 de mayo de 1926 - 28 de mayo de 1984) fue un actor y humorista británico que junto a Ernie Wise formó el premiado dúo cómico Morecambe and Wise.

## Primeros años
Su verdadero nombre era John Eric Bartholomew, y nació en Morecambe, (Inglaterra) Reino Unido, población de la que tomó su nombre artístico. Sus padres eran George y Sadie Bartholomew. Su madre quería que su único hijo triunfara, motivo por el cual trabajó como camarera a fin de poder costearle clases de baile que, en años posteriores, fueron útiles para el actor. En este período, Eric Bartholomew ganó numerosos concursos cazatalentos, destacando sobre todo el de Hoylake en 1939, cuyo premio era hacer una prueba con Jack Hylton. También se encontraba presente otro joven talento llamado Ernest Wiseman, una voz que ya era familiar en la serie radiofónica de Arthur Askey Band Waggon. Esta fue la primera ocasión en la que se juntaron los que posteriormente pasarían a ser una de las parejas de humoristas más queridas del Reino Unido, aunque todavía debían pasar otros dos años hasta que se asociaran. Tres meses después de la prueba, Hylton invitó a Eric a participar en una revista llamada Youth Takes A Bow en el Nottingham Empire, donde una vez más encontró a Wiseman. Ambos se hicieron pronto buenos amigos, y con el apoyo de la madre de Bartholomew empezaron a desarrollar un dúo cómico.
Cuando ambos finalmente tuvieron permiso para hacer su número en escena, Hylton quedó impresionado, permitiendo que el dúo formara parte de la revista de manera regular. Sin embargo, la pareja se separó cuando empezaron su servicio durante la Segunda Guerra Mundial. Wise sirvió en la Marina Mercante. Morecambe fue un Bevin Boy, personas destinadas a trabajar en las minas de carbón. En su caso debía trabajar en una mina en Accrington a partir de mayo de 1944. Sin embargo, 11 meses más tarde fue dado por no válido a causa de un defecto cardiaco.

## "Bartholomew & Wiseman"
Tras la guerra – y gracias a una reunión casual en Londres, donde Sadie estimuló nuevamente a los jóvenes a trabajar juntos – Morecambe y Wise empezaron a abrirse camino en el teatro y en la radio, antes de conseguir un contrato con la BBC para trabajar en un show televisivo. Sin embargo, Running Wild (1954), su primera serie, fue un fracaso de la crítica. Volvieron al teatro para afinar su interpretación, y finalmente sus números en Sunday Night at the London Palladium y Double Six fueron bien acogidos por la crítica, incrementándose su fama.

## Two Of A Kind(1961-1968)
En 1961 Lew Grade les ofreció una serie en la emisora de televisión Associated televisión (ATV). Con los guionistas Dick Hills y Sid Green, la serie no tuvo un gran comienzo. Más adelante prescindieron de los guionistas, los números empezaron a reflejar su trabajo teatral, y la serie acabó siendo un éxito, atrayendo a invitados especiales como Pearl Carr, Teddy Johnson y The Beatles.
La sexta serie de Morecambe y Wise para ATV se planificó para ser estrenada en el Reino Unido y exportada a los Estados Unidos y Canadá. Se filmó en color y tenía invitados internacionales, a menudo estadounidenses. En Norteamérica fue emitida por la ABC como sustituta de The Hollywood Palace, con el título de The Piccadilly Palace, entre el 20 de mayo y el 9 de septiembre de 1967.
El dúo había actuado en los Estados Unidos en The Ed Sullivan Show, y esperaban triunfar allí, pero las negociaciones para trabajar un mayor período se rompieron cuando los índices de audiencia de Canadá superaron a los de Estados Unidos. 
En 1968 Morecambe y Wise dejaron la ATV para volver a la BBC.

## Primer ataque cardiaco
Según Gary Morecambe, hijo del humorista, su padre sufría esporádicamente desde 1967 diversas molestias, que probablemente eran indicios del infarto agudo de miocardio que iba a producirse más adelante. En esa época, Morecambe fumaba y bebía en exceso. Todo ello combinado con el estrés y el abundante trabajo y, posiblemente, con el defecto cardiaco que le invalidó para trabajar en las minas de carbón, fue el motivo de que sufriera el 8 de noviembre de 1968, a los 42 años de edad, un infarto de miocardio mientras volvía a su hotel en las afueras de Leeds tras trabajar en un show. En el trayecto hubo de parar el coche, pues era incapaz de conducir. Fue auxiliado por un hombre, que condujo el vehículo hasta un centro sanitario.
Tras el alta hospitalaria, Morecambe dejó los cigarrillos y empezó a fumar en pipa. También redujo sus compromisos públicos. Se tomó un descanso de seis meses, volviendo presentándose en la BBC en mayo de 1969. En agosto de ese año volvió a la escena, actuando en Bournemouth, y recogiendo una ovación de cuatro minutos. 

## Con la BBC (1968-1978)
La primera serie de The Morecambe and Wise Show ya fue un éxito antes del infarto de Morecambe. Mientras se recuperaba de su enfermedad, los guionistas Hills y Green, que pensaban que quizás Morecambe no volvería a actuar, dejaron su trabajo. John Ammonds, productor del show, reemplazó a Hills y Green con Eddie Braben, que había trabajado con Ken Dodd. Con Braben como principal guionista, Morecambe and Wise llegaron a ser el dúo cómico de más éxito que se recordara en el país. El humor de la pareja derivaba del hecho de que Hills y Green eligieron a Morecambe como el cómico, y a Wise como la comparsa. Sin embargo, Braben invirtió la situación, consiguiendo un resultado positivo.
Morecambe y Wise consiguieron tal fama que sus programas anuales de Navidad con la BBC eran de visionado casi obligatorio en el Reino Unido entre 1968 y 1977. A pesar de su dolencia cardiaca, ambos interpretaban canciones y números de baile con un gran ritmo cómico. En el especial navideño de 1977 invirtieron tanto esfuerzo, que ese año no hicieron serie televisiva. El programa fue visto por unos 28.385.000 de espectadores. 
La fama del dúo era tal que consiguieron un gran número de invitados de prestigio a su show, incluyendo a Angela Rippon, Ana Mountbatten-Windsor, Cliff Richard, Laurence Olivier, John Mills, el reparto de Dad's Army, Glenda Jackson, Tom Jones, Elton John, The Beatles, e incluso en ex primer ministro Harold Wilson.

## Con Thames Television (1978-1983)
En enero de 1978 la pareja dejó la BBC y firmó un contrato con Thames Television. Se alegó que el motivo era un mayor salario, pero la verdadera razón era la oportunidad de filmar otra película, algo que Thames podía ofrecer gracias a su subsidiaria, Euston Films.
Eddie Braben, sin embargo, eligió seguir con la BBC (firmando poco después un contrato exclusivo). Barry Cryer y John Junkin fueron los encargados de colaborar en los primeros programas de Thames (Braben finalmente hizo el cambio cuando finalizó su contrato). Sus especiales navideños todavía eran populares, pero sin alcanzar la cima del de 1977.
Sin embargo, una vez más el estrés afectó a Morecambe y a su salud. Como consecuencia de ello, sufrió un segundo infarto en su domicilio en Harpenden, en enero de 1979, que motivó que fuera intervenido por Magdi Yacoub en junio de 1979 para hacerle un bypass. 
Según pasaba el tiempo, Morecambe quería dejar el dúo cómico, pero temía que Wise no pudiera salir adelante sin él. En 1980 fue Funny Uncle en una dramatización del poema de John Betjeman "Indoor Games Near Newbury", parte de un especial televisivo llamado Betjeman's Britain, en el que también participaban Peter Cook y Susannah York. Ese fue el inicio de una relación con el productor y director Charles Wallace de la que surgió el título de Paramount Pictures de 1981 Late Flowering Love, en el que Morecambe interpretaba a un comandante en la Segunda Guerra Mundial. 
En 1981 Morecambe publicó Mr Lonely, una novela tragicómica sobre un humorista en directo, enfocándose más en la escritura en sus últimos años de vida.
Morecambe y Wise hicieron una serie para ser expuesta en los otoños de 1980 a 1983. También actuaron juntos recordando sus días de music hall en un especial de una hora emitido el 2 de marzo de 1983, llamado Eric & Ernie's Variety Days. Durante este tiempo Morecambe publicó otras dos novelas: The Reluctant Vampire (1982) y su secuela The Vampire's Revenge (1983)
El último show que hicieron juntos Morecambe y Wise fue el especial de Navidad de 1983 para ITV. En ese momento Morecambe ya estaba cansado del dúo cómico, y muchos creen que, de haber vivido más, no habría grabado una nueva serie. Morecambe se estaba dedicando a la escritura, y disfrutaba apareciendo en programas de tertulia o en shows como Adivine su vida. Dos meses antes de morir, comentaba a su mujer que si hacía otra serie de Morecambe and Wise, tendría un nuevo infarto y moriría.
Morecambe y Wise trabajaron en un proyecto largamente deseado, un telefilm de 1983, Night Train To Murder, con el cual no quedaron satisfechos: grabado en videocinta usando el nuevo medio de ligeras cámaras profesionales de vídeo en vez de película de 16 mm o 35 mm, les pareció que resultaba con un aspecto barato. Se estrenó en enero de 1985. La última pieza que hizo Eric (sin Wise) fue una comedia corta titulada The Passionate Pilgrim, en la que trabajaba con Tom Baker y Madelaine Smith. También producida por Charles Wallace para MGM/UA, se estrenó en cines a la vez que el film de James Bond Octopussy  y Juegos de guerra . Wallace y Eric iban a filmar un cuarto título cuando al actor le sobrevino la muerte, no llegando a completarse.

## Fallecimiento
Cinco meses después del especial navideño, Morecambe tomó parte de un show presentado por un humorista y buen amigo suyo, Stan Stennett, en el Teatro Roses de Tewkesbury, en una tarde de domingo. Contaba diversos chistes, y hablaba de Diana Dors, recientemente fallecida, y de Tommy Cooper y su trágica muerte. Irónicamente, en sus últimas horas, Morecambe decía que no le gustaría fallecer de ese modo.
Una vez finalizado el espectáculo y Morecambe abandonó el escenario, los músicos volvieron y retomaron sus instrumentos. Él volvió al escenario y se sumó a la orquesta tocando varios instrumentos. Hizo varios mutis y, tras el último, sufrió un nuevo infarto. Eric Morecambe falleció en el Hospital General de Cheltenham a los 58 años de edad.

## Vida personal
Eric Morecambe se casó con Bartlett el 11 de diciembre de 1952. Tuvieron tres hijos – Gail, nacido el 14 de septiembre de 1953; Gary, nacida el 21 de abril de 1956, y Steven, nacido en 1969, y adoptado en 1973. 
En su tiempo libre Morecambe era un buen observador de aves, y la escultura suya existente en Morecambe le muestra llevando unos prismáticos. También era un entusiasta aficionado al fútbol, y director del Luton Town. 